# Anna-Liese Kornitzky
Anna-Liese Kornitzky (* 25. Juni 1909 in Schrimm, Posen als Anna-Liese Wegener; † 26. Juli 2000 in Hamburg) war eine deutsche Übersetzerin von schwedisch- und englischsprachiger Literatur. Sie wurde vor allem durch ihre Übersetzungen von zwanzig Astrid-Lindgren-Büchern aus dem Schwedischen bekannt. 

## Leben und Karriere
Anna-Liese Wegener wurde als Tochter eines Postbeamten in Posen geboren. 1920 zog die Familie nach Prenzlau, wo sie 1928 ihr Abitur machte. Trotz ihres Wunsches, Literatur und Philosophie zu studieren, machte Anna-Liese Wegener, auf Wunsch ihres Vaters, zunächst eine pharmazeutische Ausbildung zur Apothekerin. Diesen Beruf übte sie von 1930 bis 1935 in Berlin aus. Zu diesem Zeitpunkt war sie bereits mit ihrem späteren Ehemann, dem deutschen Philologen Dr. Hansgeorg Kornitzky verlobt.
Vermutlich stammte das große Interesse an Schweden und an der Schwedischen Sprache im Besonderen von ihrem späteren Ehemann, der unter anderem in Schweden und Hamburg als Dozent arbeitete und diverse Publikationen über die Schwedische Sprache vorlegte. 
Nach einem mehrjährigen Aufenthalt in Schweden, studierte Anna-Liese Kornitzky schließlich Schwedische Sprache an der Universität Hamburg und arbeitete als Dozentin der Staatlichen Fremdsprachenschule Hamburg.
In den 50er Jahren begann Anna-Liese Kornitzky bis in die 90er Jahre hinein mit ihrer Übersetzertätigkeit von Erwachsenen- und Kinderliteratur aus dem Englischen und Schwedischen ins Deutsche. In den Übertragungen der Werke Astrid Lindgrens, verwandte Anna-Liese Kornitzky häufiger eigene, fantasievolle deutsche Wortschöpfungen, die vor allem Alliterationen und Lautmalereien enthielten. Als Beispiele seien vorliegend die Wortschöpfungen „Donnerdrummel“ und „Potz Pestilenz“ aus dem Roman Ronja Räubertochter genannt.
Anna-Liese Kornitzky starb im Jahr 2000, im Alter von 91 Jahren in ihrer Wahlheimat Hamburg. 

## Der Fall A. Kornitzky
Im Bereich der paranormalen Forschung auf bundesdeutschem Gebiet, erlangte der so genannte Fall A. Kornitzky größere Bekanntheit.
In umfassenden brieflichen Korrespondenzen schilderte Anna-Liese Kornitzky Freunden und Bekannten, sowie ab den 50er Jahren dem mit der paranormalen Forschung vertrauten Heino Gehrts (1913–1998), Spukerscheinungen, die sich in ihrer damaligen Wohnung in Berlin in den 30er Jahren ereignet haben sollen. Gehrts schrieb hierzu später einen wissenschaftlichen Artikel, in welchem er die Spukerscheinungen nach der Kernthese hin untersuchte, dass es sich bei diesen um Entäußerungen der Betroffenen, so genannten Exteriorisationen, handelte. 
Gehrts' Falluntersuchung wurde mehrfach referenziert und unter anderem von dem deutschen Psychologen und Parapsychologen Eberhard Bauer 2010 erneut aufbereitet.

## Übersetzungen

### Erwachsenenliteratur
- mit Hansgeorg Kornitzky: Eyvind Johnson: Hier hast du dein Leben. Tessloff, 1951 (Originaltitel: Romanen om Olof).
- mit Christian E. Lewalter: Frank Wilson Kenyon: Sie wurde Kaiserin. Das romantische Leben der Josephine Beauharnais. Krüger, 1954 (Originaltitel: The Emperor's Lady).
- Gerald Hanley: Das Jahr des Löwen. Krüger, 1955 (Originaltitel: The Year of the Lion).
- Frances Gray Patton: Guten Morgen, Miss Fink. Krüger, 1956 (Originaltitel: Good morning, Miss Dove).
- Herman Wouk: Marjorie Morningstar. Krüger, 1956 (Originaltitel: Marjorie Morningstar).
- mit Werner Peterich: Daphne du Maurier: Küss mich noch einmal, Fremder. Fischer Bücherei, 1957 (Originaltitel: The Apple Tree).
- Joan Grant: Sekhet-a-ra, Tochter des Pharao. Krüger, 1957 (Originaltitel: Winged Pharao).
- Richard P. Powell: Der Mann aus Philadelphia. Kiepenheuer & Witsch, 1958 (Originaltitel: The Philadelphian).
- Herman Wouk: Großstadt-Junge. Krüger, 1958 (Originaltitel: The City Boy).
- John Dennis Fitzgerald: Unser Haus hat viele Gäste. Krüger, 1959 (Originaltitel: Mamma's Boarding House).
- Albert Viksten: Sie suchten neues Land. Fretz & Wasmuth, 1959 (Originaltitel: De sökte nytt land).
- Edith Caroline Rivett: Der Mann im Schatten. Desch, 1960 (Originaltitel: Long Shadows).
- Herman Wouk: Rosa ist Aurora oder Die wahre Geschichte von Andrew Reale. Krüger, 1960 (Originaltitel: Aurora Dawn).
- Cordelia Edvardson: Gebranntes Kind sucht das Feuer. Hanser, 1986, ISBN 3-446-14260-6 (Originaltitel: Bränt barn söker sig till elden).
- mit Jörg Scherzer: Cordelia Edvardson: Die Welt zusammenfügen. Hanser, 1989, ISBN 3-446-15498-1 (Originaltitel: Viska det till vinden).
- Cordelia Edvardson: Jerusalems Lächeln: Gedichte. Hanser, 1993, ISBN 3-446-17015-4 (Originaltitel: Jerusalems Leende).

### Kinder- und Jugendliteratur
- Lennart Hellsing: Im lustigen Zauberwald. Illustrationen von Edward Lindahl. Oetinger, 1960 (Originaltitel: Det är så roligt i kråkelund).
- Astrid Lindgren: Klingt meine Linde. Illustrationen von Ilon Wikland. Oetinger, 1960 (Originaltitel: Sunnanäng).
- Astrid Lindgren: Weihnachten im Stall. Illustrationen von Harald Wiberg. Oetinger, 1961 (Originaltitel: Jul i stallet).
- Astrid Lindgren: Madita. Illustrationen von Ilon Wikland. Oetinger, 1961 (Originaltitel: Madicken).
- Edor Burman: Auf der Fährte des braunen Bären. Illustrationen von Harald Wiberg. Oetinger, 1962 (Originaltitel: Björnarna i storädalen).
- Hans Peterson: Hier kommt Petter. Illustrationen von Margret Rettich. Oetinger, 1963 (Originaltitel: Här kommer Petter).
- Hans Peterson: Petter kommt wieder. Illustrationen von Margret Rettich. Oetinger, 1964 (Originaltitel: Här kommer Petter igen).
- Edor Burman: Die Bären aus dem hohen Norden. Illustrationen von Harald Wiberg. Oetinger, 1964 (Originaltitel: Storbjörnen).
- Hans Peterson: Petter und die Seilerbande. Illustrationen von Margret Rettich. Oetinger, 1965 (Originaltitel: Petter klarar allt).
- Edor Burman: Wolf in den Bergen. Illustrationen von Harald Wiberg. Oetinger, 1965 (Originaltitel: Varg i fjällen).
- Astrid Lindgren: Die Schafe auf Kapela. Illustrationen von Ilon Wikland. Oetinger, 1965 (Originaltitel: Tu tu tu).
- Ruth Moore: Die Evolution. Time-Life International, 1969 (Originaltitel: Evolution).
- Astrid Lindgren: Die Brüder Löwenherz. Oetinger, 1974, ISBN 3-7891-2935-6 (Originaltitel: Bröderna Lejonhjärta).
- Anders Bodelsen: Unternehmen Cobra. Oetinger, 1976, ISBN 978-3-7891-1800-5 (Originaltitel: Operation Cobra).
- Gunilla Bergström: Mach schnell, Willi Wiberg. Oetinger, 1976, ISBN 3-7891-5557-8 (Originaltitel: Raska på Alfons Åberg).
- Astrid Lindgren: Mehr von Michel aus Lönneberga. Illustrationen von Björn Berg. Oetinger, 1976, ISBN 3-7891-6139-X (Originaltitel: När Emil skulledra ut Linas tand).
- Astrid Lindgren: Madita und Pims. Illustrationen von Ilon Wikland. Oetinger, 1976, ISBN 3-7891-1939-3 (Originaltitel: Madicken och Junibackens Pims).
- Astrid Lindgren: Das entschwundene Land. Oetinger, 1977, ISBN 3-7891-1940-7 (Originaltitel: Samuel August från sevedstorp och Hanna i hult).
- Inger Brattström: Mädchen von damals. Oetinger, 1979, ISBN 3-7891-1711-0 (Originaltitel: Jungfrurna).
- Astrid Lindgren: Ronja Räubertochter. Illustrationen von Ilon Wikland. Oetinger, 1982, ISBN 3-7891-2940-2 (Originaltitel: Ronja rövardotter).
- Charles Kingsley: Die Wasserkinder. Schneiderbuch, 1984, ISBN 3-505-08748-3 (Originaltitel: The Water-babies).
- Astrid Lindgren: Michels Unfug Nummer 325. Illustrationen von Björn Berg. Oetinger, 1986, ISBN 3-7891-1855-9 (Originaltitel: Emils hyss nr 325).
- Astrid Lindgren: Als Klein-Ida auch mal Unfug machen wollte. Illustrationen von Björn Berg. Oetinger, 1986, ISBN 3-7891-1854-0 (Originaltitel: När lilla Ida skulle göra hyss).
- Astrid Lindgren: Nur nicht knausern, sagte Michel aus Lönneberga. Illustrationen von Björn Berg. Oetinger, 1987, ISBN 3-7891-1856-7 (Originaltitel: Inget knussel, sa Emil i Lönneberga).
- Astrid Lindgren: Rupp Rüpel: das grausigste Gespenst aus Småland. Illustrationen von Ilon Wikland. Oetinger, 1987, ISBN 3-7891-6038-5 (Originaltitel: Skinn Skerping hemskast av alla spöken i Smȧland).
- Astrid Lindgren: Der Räuber Assar Bubbla oder Um ein Haar hätte es kein Buch über Pippi Langstrumpf gegeben. Illustrationen von Marika Delin. Oetinger, 1988, ISBN 3-7891-1857-5 (Originaltitel: Assar Bubbla eller det var nära ögatt att det inte blev nȧgon bok om Pippi Lȧngstrump).
- Astrid Lindgren/Margareta Strömstedt/Jan-Hugo Norman: Mein Smȧland. Oetinger, 1988, ISBN 3-7891-6039-3 (Originaltitel: Mitt Smȧland).
- Astrid Lindgren: Nein, ich will noch nicht ins Bett! Oetinger, 1989, ISBN 3-7891-6141-1.
- Astrid Lindgren: Natürlich ist Lotta ein fröhliches Kind. Illustrationen von Ilon Wikland. Oetinger, 1991, ISBN 3-7891-6802-5 (Originaltitel: Visst är Lotta en glad unge).
- Astrid Lindgren: Als Lisabeth sich eine Erbse in die Nase steckte. Illustrationen von Ilon Wikland. Oetinger, 1992, ISBN 3-7891-4117-8 (Originaltitel: När Lisabet pillade in en ärta i näsan).
- Astrid Lindgren: Wie gut, dass es Weihnachtsferien gibt, sagte Madita. Illustrationen von Ilon Wikland. Oetinger, 1994, ISBN 3-7891-4125-9 (Originaltitel: Jullov är ett bra påhitt, sa Madicken).
- Marit Törnqvist: Eine kleine Liebesgeschichte. Oetinger, 1996, ISBN 3-7891-7153-0 (Originaltitel: Klein verhaal over liefde).
- Astrid Lindgren: Britt-Mari erleichtert ihr Herz. Einmalige Sonderausgabe des ersten Buches von Astrid Lindgren anläßlich ihres 90. Geburtstages. Oetinger, 1997, ISBN 3-7891-4134-8 (Originaltitel: Britt-Mari lättar sitt hjärta).